# Alkaloid (przedsiębiorstwo)
Alkaloid AD – północnomacedońskie przedsiębiorstwo farmaceutyczne, z siedzibą w Skopje.
Przedsiębiorstwo zostało założone w 1936 jako prywatna spółka rodziny Ogianowiczów. Jej głównym celem była produkcja alkaloidów, szczególnie morfiny, a także wykorzystywanie jej do syntezy kodeiny. W 1945 roku przedsiębiorstwo zostało znacjonalizowane przez władze jugosłowiańskie i podporządkowane Głównej Dyrekcji Produkcji Medycznej w Belgradzie. 
W latach 60. i 70. XX wieku, firma poszerzyła działalność dokonując fuzji m.in. ze spółką Bilka (1966) producentem materiałów fotograficznych Lafona (1975), wytwórcą kosmetyków Cwetan Dimow (1975) oraz barwników Proleter.
W latach 90. spółka została sprywatyzowana, w 1990 przekształcono ją w spółkę akcyjną z udziałem skarbu państwa, a w 1998 w pełni sprywatyzowaną spółkę akcyjną.    